# Choe Bu
Choe Bu (1454–1504) fue un oficial coreano que vivió durante los primeros años de la dinastía Chosŏn (1392-1910). Es conocido por su relato de los viajes que, a causa de un naufragio, realizó en China, de febrero a julio de 1488, durante la dinastía Ming (1368-1644). A pesar de que fue desterrado de la corte de la dinastía Chosŏn en 1498 y finalmente ejecutado en 1504 a causa de dos purgas políticas, se le dieron honores póstumos por la Corte en 1506.
Los relatos diarios de sus viajes se publicaron ampliamente tanto en Corea como en Japón durante el siglo XVI. Los historiadores modernos también estudian sus escritos, en vista de que su diario de viaje brinda la perspectiva única de un extranjero sobre la cultura china del siglo XV, así como también de información valiosa sobre las ciudades chinas y las diferencias regionales. Las opiniones expresadas en su prosa reflejan en parte los puntos de vista de los intelectuales coreanos del siglo XV, quienes veían a la cultura china como compatible y similar con la suya. Su descripción de ciudades, gente, costumbres, gastronomía y comercio marítimo a lo largo del Gran Canal de China nos da una idea de cómo era la vida diaria de los chinos y cómo difería en el norte y el sur del país durante el siglo XV.
- Datos: Q705838